# Otelo Saraiva de Carvalho
Otelo Nuno Romão Saraiva de Carvalho (Lourenço Marques, Mozambique; 31 de agosto de 1936-Lisboa, 25 de julio de 2021) fue un militar portugués y uno de los estrategas de la Revolución de los Claveles. En los años 1980 fue el líder de las Fuerzas Populares 25 de Abril una organización terrorista de extrema izquierda que operó en Portugal entre 1980 y 1987 y que fue responsable por decenas de atentados y diecinueve asesinatos.

## Biografía

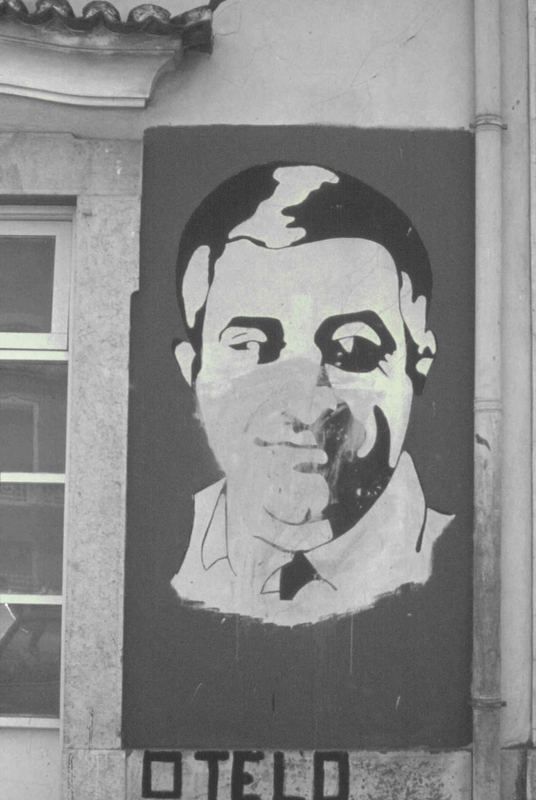
Arte urbano representando a Otelo Saraiva de Carvalho

Teniente coronel de infantería y veterano de la guerra de Angola, formó parte de la Junta de Salvación Nacional que gobernó el país tras la Revolución de Abril.
Por sus méritos como jefe de la ocupación militar de Lisboa, fue designado jefe del Comando de Operaciones Continentales (COPCON), fuerza armada especial del ejército portugués destinada a reprimir los conatos contrarrevolucionarios. De hecho, él mismo había escogido personalmente «Grândola, vila morena», canción prohibida por el régimen de Oliveira Salazar y Caetano, como contraseña del inicio definitivo de la insurrección conjunta de abril.
El COPCON fue el encargado de frustrar la tentativa de golpe de Estado que intentó en marzo de 1975 el general António de Spínola, militar reformista de derecha contrario a las derivaciones izquierdistas a que parecía abocado el proceso revolucionario lusitano en aquellos momentos. Las masas entusiastas de su figura y proceder en aquellos acontecimientos ascienden a Saraiva, oficiosamente, a brigadier general, nombramiento que no será aceptado por los socialistas reformistas de Ramalho Eanes tras el fin del "Verano Caliente" de 1975.
Ante el desconcierto de los gobernantes provisionales de Portugal por el asedio popular al Parlamento, Saraiva declaró públicamente sus intenciones programáticas: era partidario de un modelo de democracia directa y participativa, en que el poder se hallase en las manos de asambleas populares, bajo la vanguardia de obreros y campesinos. El referido modelo fue calificado por algunos de "anarcopopulista". El 26 de julio de 1975, Saraiva de Carvalho fue homenajeado por Fidel Castro en persona. El presidente cubano consideraba al carismático líder militar "un héroe de la revolución portuguesa contra el fascismo, el imperialismo y la reacción", y así se lo hizo constar en su presencia. Asimismo, el auditorio cubano, enfervorizado, coreó: "Cuba, Portugal, unidos vencerán", pues estaban convencidos de que en el pequeño país ibérico triunfaría una revolución socialista. 
Asimismo, Saraiva de Carvalho, anteriormente acusado de ser títere de los socialistas o de los comunistas según la ocasión, dirigió algunas operaciones particularmente polémicas durante el referido "Verano Caliente" de 1975, período de extraordinaria efervescencia en que se recrudecieron las disputas internas en el seno de la izquierda (socialistas de Mário Soares, comunistas de Álvaro Cunhal, y maoístas). Una de ellas fue el asedio popular al Parlamento, por huelguistas del sector de la construcción apoyados por el Partido Comunista, en que se cortaron los abastecimientos de víveres a los diputados constituyentes allí recluidos. 
El 20 de noviembre de 1976, el gobierno del almirante Pinheiro de Azevedo, respaldado por los socialistas de Mario Soares y los socialdemócratas, desarmaría al COPCON y eliminaría toda opción del Partido Comunista Portugués para reasumir su influencia sobre las fuerzas armadas (al menos sobre la aviación y la marina, en tanto el ejército simpatizaba con socialistas o con la derecha), sin que Saraiva actúe para apoyar a los líderes comunistas. Esto le alejaría definitivamente del PCP.
Saraiva lograría aglutinar a las dispersas fuerzas de extrema izquierda de la nación, algunas de las cuales habían ejercitado la lucha armada contra Salazar y la adhesión de Portugal a la OTAN. Sin el apoyo oficial del Partido Comunista Portugués, postuló a la presidencia de Portugal en las elecciones de junio de 1976, ganando el 16.46 % de los votos, muy lejos de António Ramalho Eanes, quien obtendría el 61.59%. Saraiva repite su intento en 1980 dentro de una plataforma de izquierda alternativa, obteniendo sólo el 1.49 % de sufragios.
A comienzos de la década de 1980, se convirtió en partícipe y presunto autor moral de los atracos y atentados de las Fuerzas Populares 25 de Abril (la llamada "FP-25", brazo militar de la organización política maoísta Fuerza de Unidad Popular, que lideraba el propio Saraiva), por lo que fue condenado en 1984. Debido a su condición de héroe del 25 de abril, se formó un relativamente amplio movimiento popular en demanda de su indulto, a consecuencia de lo cual se abrevió notoriamente su condena.
En marzo de 2020, estuvo hospitalizado casi dos semanas en Lisboa por insuficiencia cardiaca. En la madrugada del 25 de julio de 2021, falleció a los 84 años en el Hospital de las Fuerzas Armadas de Lisboa tras una nueva hospitalización de cerca de quince días.

## Influencia

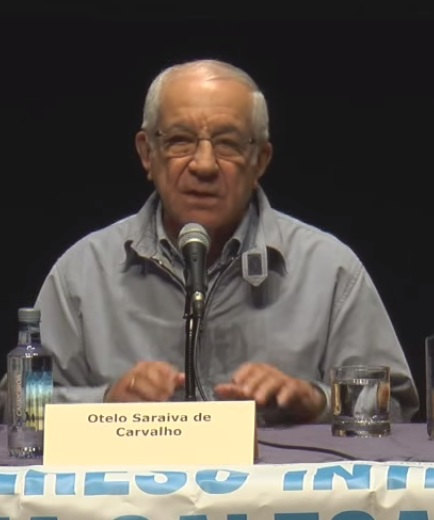
Otelo Saraiva de Carvalho en 2014

Saraiva de Carvalho es un puntal de referencia para la extrema izquierda en Portugal y buena parte de España. Comparecía a menudo en debates, conferencias y otros actos, donde aún dejaba oír su opinión.

## Resultados electorales

### Elecciones presidenciales del 27 de junio de 1976
|  | 62 |

|  | 16 |

|  | 14 |

|  | 8 |

### Elecciones presidenciales del 7 de diciembre de 1980
|  | 56 |

|  | 40 |

|  | 1 |

|  | 0,84 |

|  | 0,78 |

|  | 0,22 |